# Gabriel Urbánek
Gabriel Urbánek (6. ledna 1914 Praha – 21. ledna 1985 Votice) byl český lékař, výzkumný pracovník a sochař. Za svou hlavní životní profesi si zvolil medicínu, ale od mládí se věnoval umění. Byl posluchačem Ukrajinské výtvarné akademie v Praze, odkud odešel pro ideové neshody v názoru na umění Marca Chagalla. V r. 1935 výtvarně spolupracoval s avantgardní scénou E. F. Buriana v Mozarteu.
V léčbě se zaměřoval zejména na léčbu chronických onemocnění pohybového ústrojí. Svou lékařskou praxi zahájil na interní klinice všeobecné nemocnice v Praze (1939). Potom sloužil v letech 1940–45 v Kolíně a v Semilech. Té době přechází od malby obrazů k práci se dřevem a sochařství.
V roce 1951 se stal primářem v lázních Teplice. Je autorem dávkování léků z programu RTN, které vyráběl od začátku šedesátých do konce sedmdesátých let státní podnik SPOFA. Celý svůj profesní život se věnoval vědecké práci a léčbě chronických degenerativních nemocí, ke kterým zpracoval několik klinických studií.
V padesátých letech byl z politických důvodů ve vyšetřovací vazbě.
Po návratu vystavoval v Teplicích (1966) a v Ústí nad Labem (1967). Vystavoval také v Nové síni v Praze. Stále vracel do Teplic, kde ale nebydlel a dojížděl za rodinou do Prahy. Klidné místo našel ve Voticích, kde koupil dům a po celých asi deset let na sklonku života tam pracoval ve své dílně.